# Phlaeothripidae
Phlaeothripidae су породица трипса у оквиру подреда Tubulifera.
Биљоједне врсте овог подреда су познате штеточине које нападају жито, али поједини представници се хране и гљивама, а има и предатора. Ови инсекти су црни или тамносмеђи са тачкастим крилима. Пипци се састоје од седам или осам чланака, са тим да је трећи највећи. Последњи трбушни сегмент је у облику цеви и на врху има чекиње чија дужина варира од врсте до врсте.